# Fora cesarskie

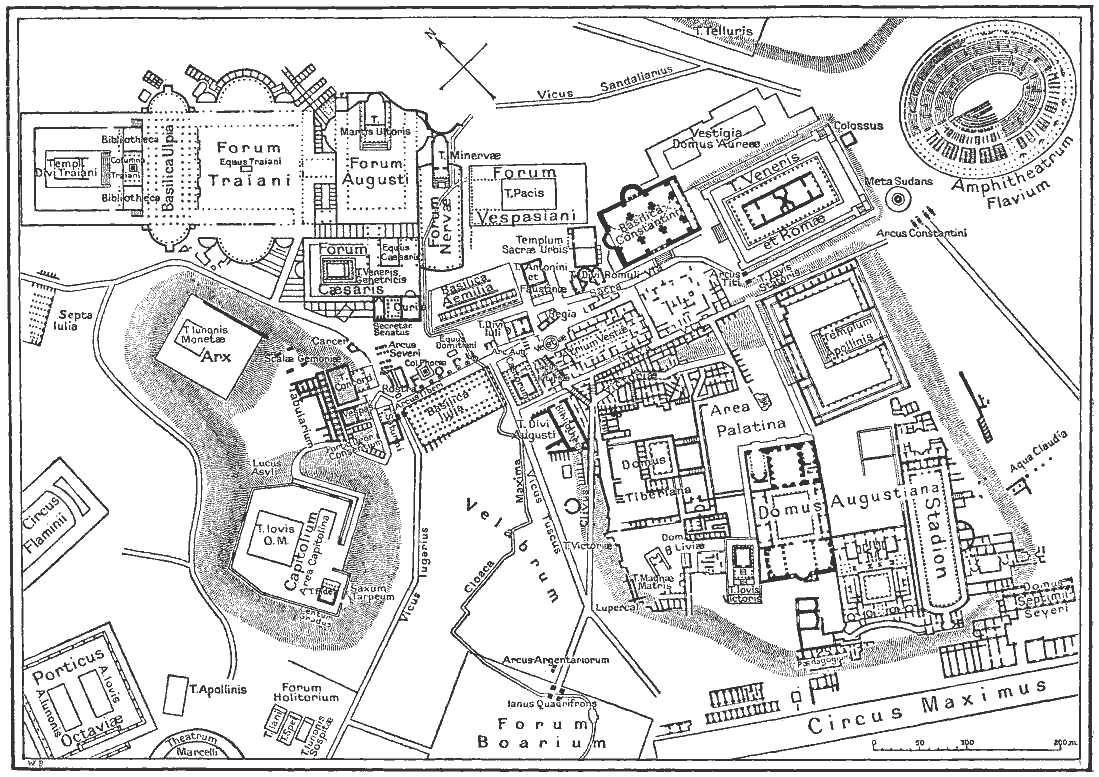
Plan Rzymu w okresie cesarstwa

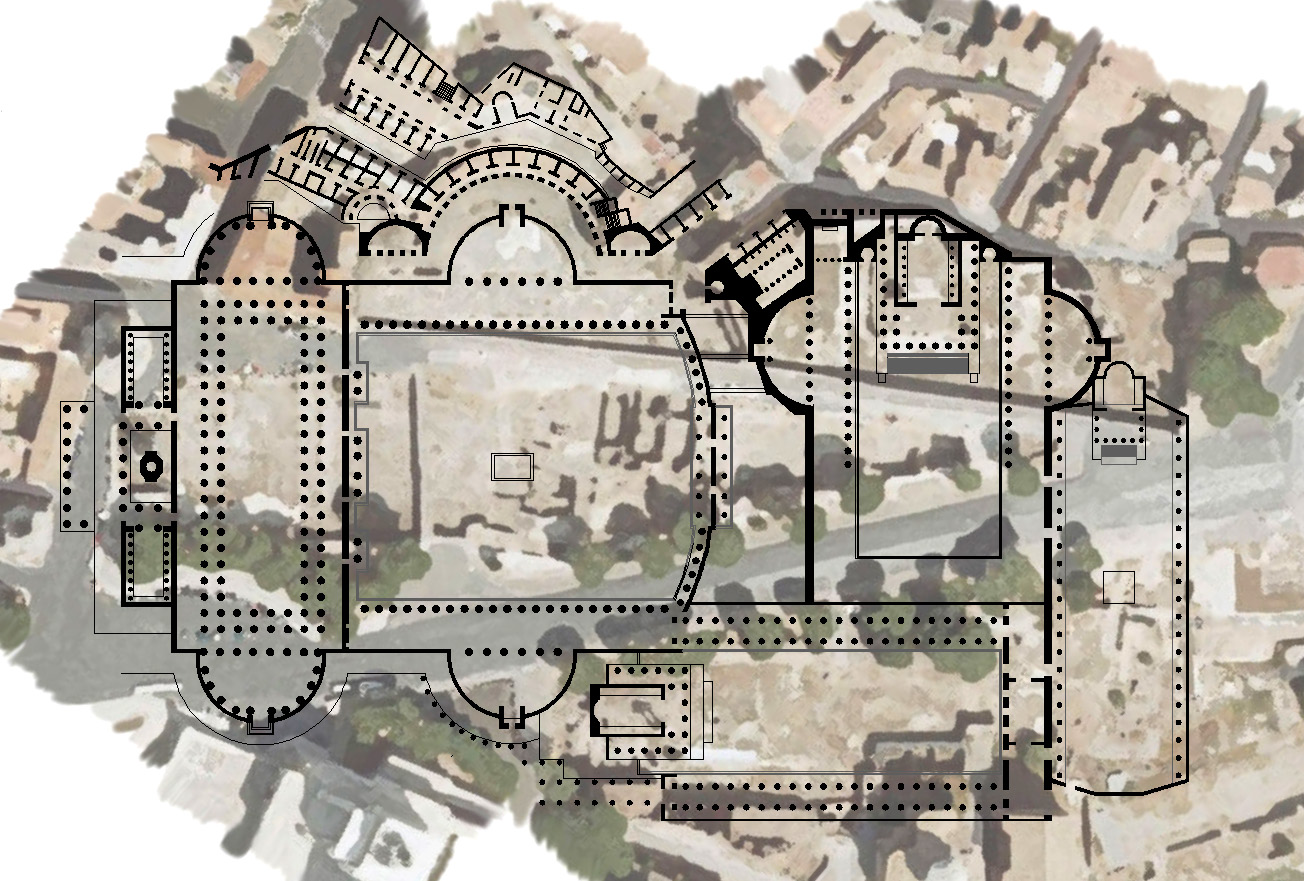
Fora cesarskie, kontury na tle współczesnego Rzymu

Fora cesarskie – zespół architektoniczno-urbanistyczny utworzony w okresie cesarstwa w starożytnym Rzymie. Powstały w pobliżu Forum Romanum. Budowę zainicjował Juliusz Cezar fundując forum, które przyjęło jego imię.
W skład kompleksu wchodziły:
- Forum Cezara, którego budowa rozpoczęta została w roku 54 p.n.e.,
- Forum Augusta, zbudowane około roku 2 p.n.e.,
- Forum Wespazjana, zbudowane w latach 71 – 75,
- Forum Nerwy, którego budowę zakończono w roku 97,
- Forum Trajana, otwarte roku 113.